# 11546 Miyoshimachi
11546 Miyoshimachi è un asteroide della fascia principale. Scoperto nel 1992, presenta un'orbita caratterizzata da un semiasse maggiore pari a 2,3371230 UA e da un'eccentricità di 0,1829995, inclinata di 3,71943° rispetto all'eclittica.